# De Vos van Steenwijk

Geslachtswapen De Vos van Steenwijk (1814)

De Vos van Steenwijk is een oud-adellijk Drents, later ook Overijssels adellijk geslacht.

## Geschiedenis
Het geslacht De Vos van Steenwijk behoort tot de oude Drentse adel en is een van de weinige nog bloeiende inheemse oud-adellijke Nederlandse geslachten. De bewezen, geregelde stamreeks gaat terug tot Coenraad van den Goer wiens naam met deze en gelijkluidende schrijfwijze is verbonden aan een omvangrijk bisschoppelijk goed ‘In den Goere’ nabij Steenwijk. Hij wordt het eerst vermeld in 1318 en was in het bezit van allodiale, dus niet leenroerige, goederen in en om Steenwijk en bij Kampen. Een van zijn drie zonen is de eerste die in oorkonden voorkomt als Johan van Steenwijc dictus Vos  van het huis Batinge te Dwingeloo. Uit hem stamt het huidige geslacht De Vos van Steenwijk. Zijn oudere broer, Roelof, ambtman van Drenthe, zette het geslacht voort onder de naam Steenwijck. Deze tak van de familie was tegen het einde van de 17e eeuw uitgestorven. Vanaf de 15e eeuw hadden leden van dit geslacht zitting in de Ridderschappen.
Een tak kwam in de 15e eeuw op de Veluwe terecht door het huwelijk van Reinoud de Vos van Steenwijk met Aleid van Putten. Deze tak stierf in de 16e eeuw in mannelijke lijn uit met het overlijden van Frans de Vos van Steenwijk.
Een Vlaamse tak stamde af van Roelof, een natuurlijke zoon van Reynolt de Vos van Steenwijck die in 1536 werd gelegitimeerd door keizer Karel V. Deze tak stierf in de 18e eeuw uit.
Het geslacht dat tijdens de Republiek van de Verenigde Provincies steeds een vooraanstaande rol speelde in de provinciale besturen en de ridderschappen, trad in de tijd van de Patriotten en na de omwenteling van 1795 ook landelijk op de voorgrond, zowel in de zogeheten Franse Tijd als daarna toen het Koninkrijk der Nederlanden ontstond.
Alle (modern) adellijke telgen stammen af van Jan Arent Godert de Vos van Steenwijk tot Nijerwal (1713-1779), en splitste zich in de 14e generatie in de takken van drie zonen: De Vos van Steenwijk genaamd van Essen (uitgestorven in 2008), de takken Havixhorst en Dikninge en de tak Voorstonden, vernoemd naar diverse adellijke huizen die zij bezaten. De meeste huizen werden in de 20e eeuw van de hand gedaan; in de 21e eeuw bezaten leden van het geslacht nog de huizen Voorwijk (Drenthe), De Gelder en Huis Diepenheim (Overijssel).
Er bestaan telgen met de geslachtsnaam Baron[es] De Vos van Steenwijk en  De Vos van Steenwijk welke niet wettig behoren tot het adellijke geslacht en derhalve evenmin een adellijke titel mogen voeren. (Het woord Baron[es] is in dit geval deel van de geslachtsnaam.)
In 1976 publiceerde A.N. baron de Vos van Steenwijk (1912-1996) een omvangrijk werk over zijn geslacht: Het geslacht De Vos van Steenwijk in het licht van de geschiedenis van de Drentse Adel; met name over de oudste generaties, maar ook over 17e-eeuwse telgen, bevat dit werk speculaties waarvan niet alles in latere publicaties werd overgenomen.

### Adelsbesluiten
Tussen 1814 en 1816 werden verschillende leden van het geslacht benoemd in de nieuw ingestelde Ridderschappen, hetgeen opname voor hen en hun nageslacht in de (moderne) Nederlandse adel betekende. In 1821 werd voor G.W. de Vos van Steenwijk, voor zijn broers en voor de zonen van zijn overleden broer, erkend de titel van baron.

### Wapenbeschrijvingen

#### De Vos van Steenwijk
1814: In zilver vijf rode linkerschuinbalken en op een zwarte schildzoom acht gouden bezanten. Een aanziende helm; een kroon van drie blaeren en twee gouden parels; helmteeken een uitkomende gouden adelaar.

#### De Vos van Steenwijk genaamd van Essen
1814: Gevierendeeld: I en IV als de vorige (De Vos van Steenwijk); II en III in zilver een zwarte schuinbalk, beladen met drie aanstotende gouden ruiten, geplaatst in de richting van de balk (Van Essen). Een aanziende helm; een kroon van drie blaeren en twee gouden parels; helmteeken een uitkomende gouden adelaar.

## Enkele telgen

### Oudste generaties
Johan de Vos van Steenwijk (†1679), ruilde in 1658 goederen voor de Havixhorst, in de Ridderschap van Drenthe, gedeputeerde in de Staten van Drenthe
- Reint de Vos van Steenwijk, heer van de Havixhorst en Nijerwal ([1637]-1705), in de Ridderschap van Overijssel, gedeputeerde in de Staten van Overijssel
  - Jan Arend de Vos van Steenwijk, heer van de Havixhorst en Nijerwal (1684-1713), in de Ridderschap en Staten van Drenthe, in de Ridderschap van Overijssel
    - Jan Arent Godert de Vos van Steenwijk tot Nijerwal en de Havixhorst etc. (1713-1779), gecommitteerde der Staten-Generaal, landdrost van Vollenhove en de heerlijkheid Cuinre

Wapen tak De Vos van Steenwijk genaamd van Essen (1814)

      - Mr. Jan Arend de Vos van Steenwijk tot Nijerwal (1776-1798), tot Oldenhof (1798-1813), Noordwelle, Zuidwelle en Serooskerke (1746-1813), thesaurier-generaal, stamvader van de tak De Vos van Steenwijk genaamd van Essen

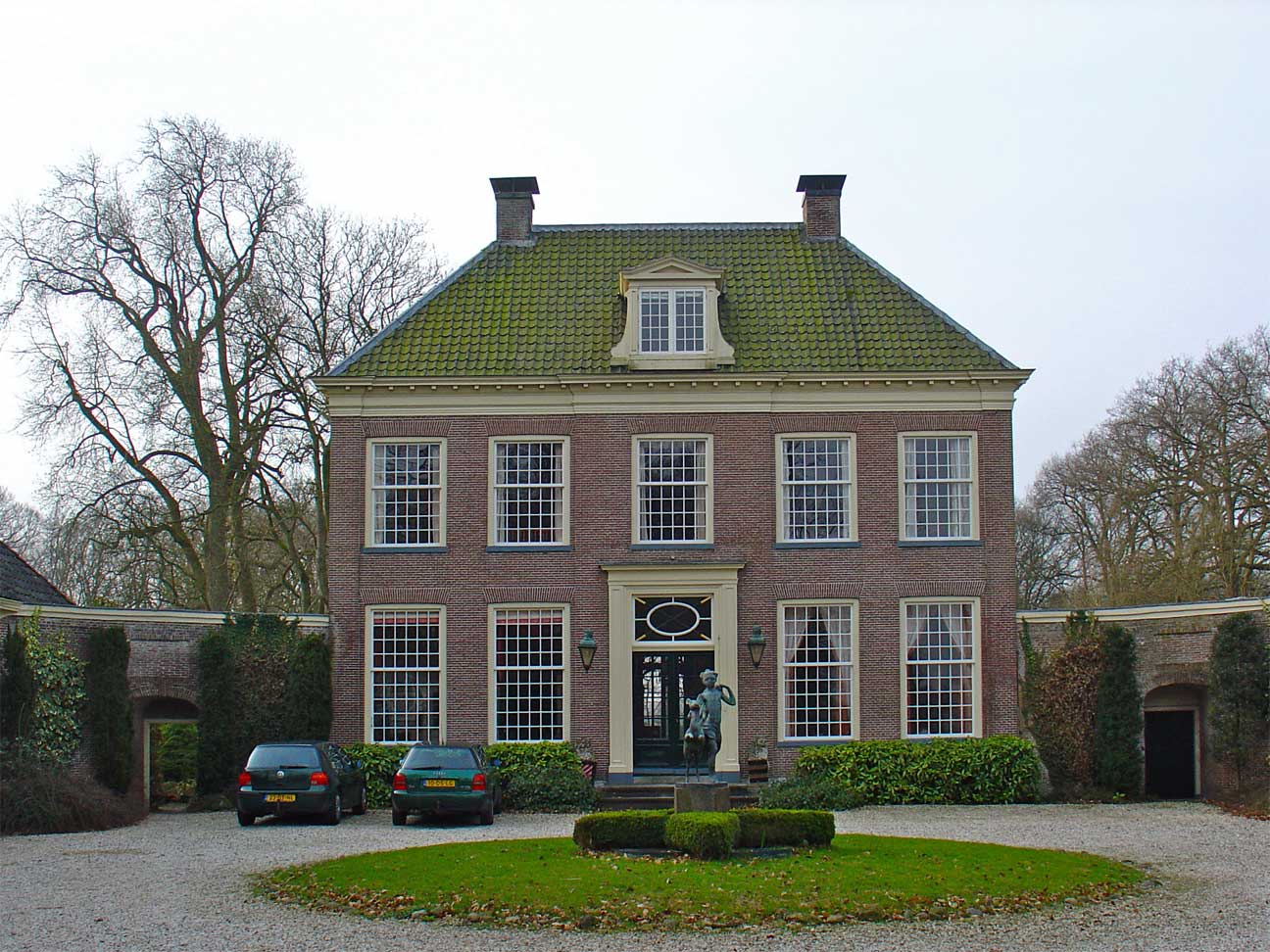
Voorwijk bij de Wijk anno 2010

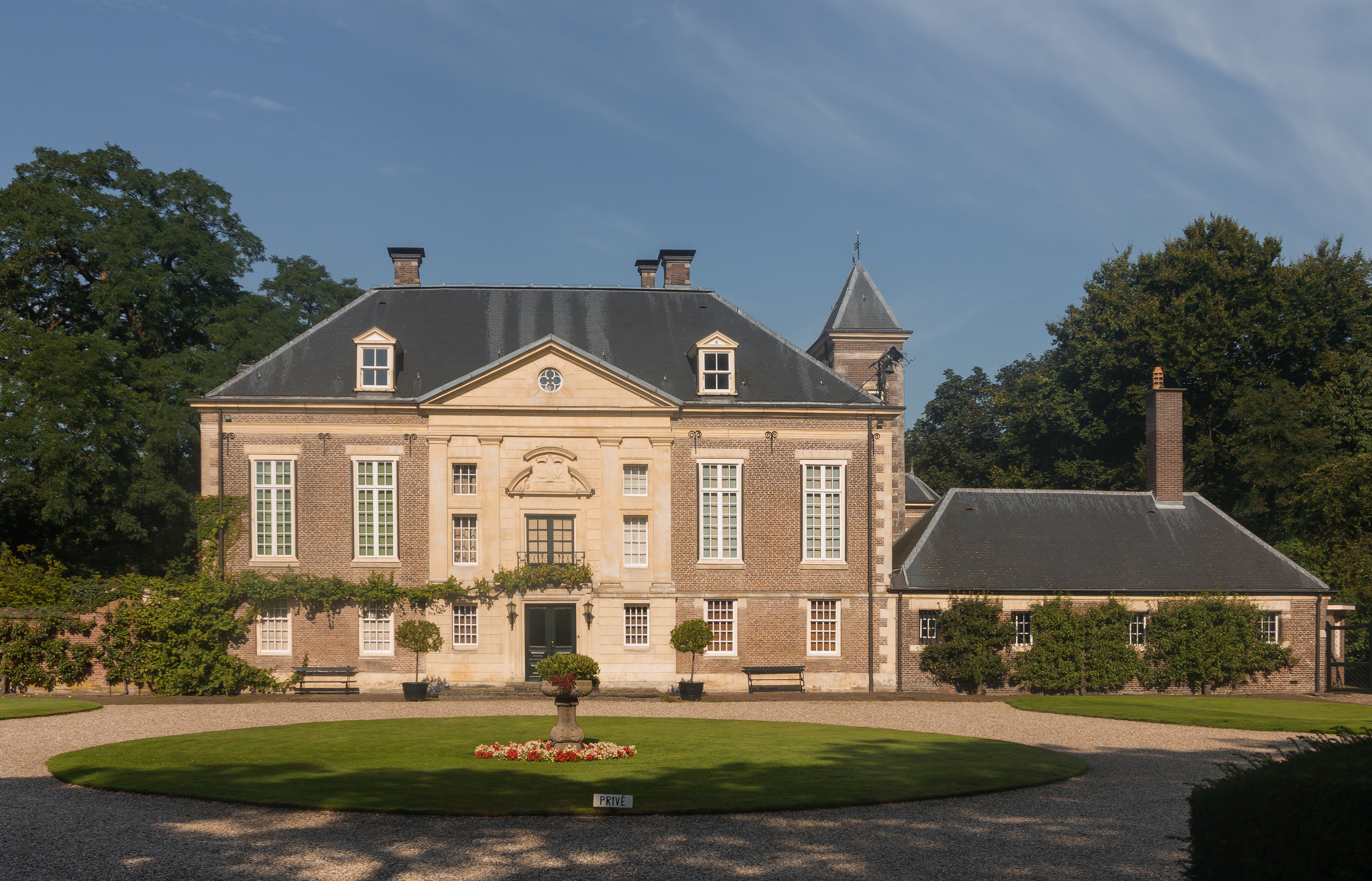
Huis Diepenheim (2015)

      - Godert Willem baron de Vos van Steenwijk tot de Hogenhof (1779-1785) (1747-1830), stamvader van de takken Havixhorst en Dikninge
      - Reint Hendrik baron de Vos van Steenwijk, tot de Oldenhof (1780-1785), de Hogenhof (1785-1798), tot Nijerwal (1798-1800) en tot Dikninge (1796) (1755-1836), verschreven in de Ridderschap van Overijssel vanwege de Hogenhof (1780) en vanaf 1785 vanwege de Oldenhof, gecommitteerde van de Staten Generaal vanwege Overijssel (1784-1786), hoogschout van Hasselt (1795), kocht in 1796 de restanten van Dikninge en liet er een nieuw huis bouwen dat door zijn broer Carel bewoond ging worden, benoemd in de (hernieuwde) Ridderschap van Overijssel
      - Carel baron de Vos van Steenwijk (1759-1830), stamvader van de tak Voorstonden

### Tak De Vos van Steenwijk genaamd van Essen

#### Geschiedenis

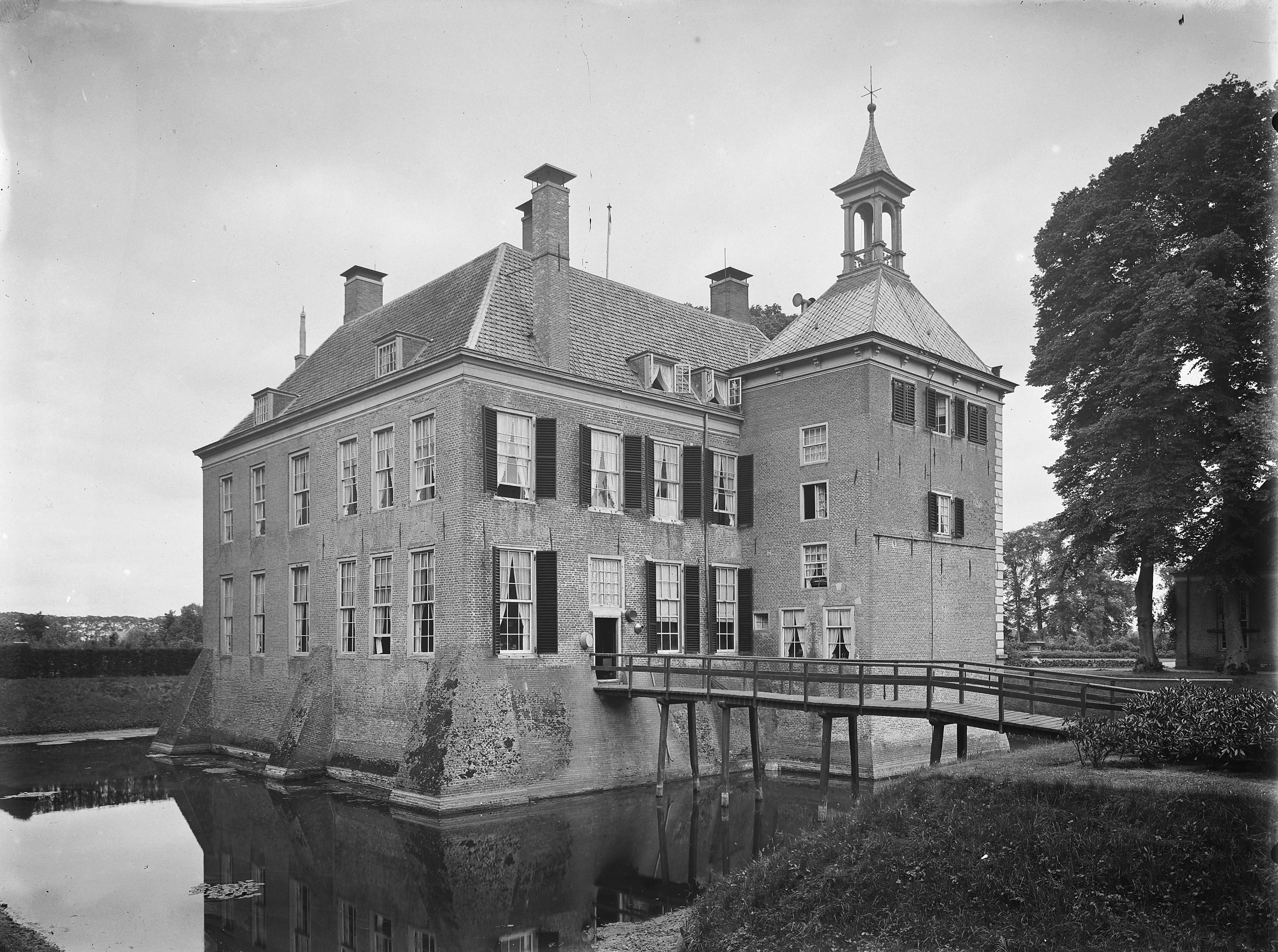
Huis Windesheim (1922)

Deze tak ontstond nadat Hendrik Anthony Zwier baron de Vos van Steenwijk (1786-1834) als pleegkind werd aangenomen door zijn oom en tante: Lucas Willem van Essen van Helbergen en Schaffelaar, vrijheer van Abbenbroek (†1791) en Margaretha van Haeften tot Wadenoyen (†1793); zij hadden geen kinderen, maar hun pleegkind groeide bij hen op op huize Schaffelaar. Zijn oom, laatste telg van het oud-adellijke geslacht Van Essen, liet al zijn goederen, waaronder de hoge heerlijkheid Abbenbroek, na aan zijn vrouw. Die laatste benoemde hun pleegkind De Vos tot universeel erfgenaam, onder de voorwaarde dat deze de naam en het wapen Van Essen zou voeren. Toen zijn tante in 1793 overleed, werd De Vos een gefortuneerd man met onder andere als bezit de hoge heerlijkheid Abbenbroek die rond de 1000 hectare omvatte. Hendrik de Vos kocht bovendien in 1813 de havezate Windesheim die vervolgens in deze tak zou blijven.
Buiten het (niet gelukkige) huwelijk van Hendrik de Vos (1786-1834) en Marie barones van Heeckeren (1789-1859) werd in 1824 ook Louis André in 1824 geboren; die laatste werd de stamvader van de niet-adellijke tak met de geslachtsnaam Baron[es] de Vos van Steenwijk genaamd van Essen.
Deze tak leverde bestuurders op lokaal en provinciaal niveau.
Tot 2008 leverde deze tak ook de chef de famille en vele familieportretten waren in diens bezit. In 1944 werd Huis Windesheim gebombardeerd omdat er Duitsers gelegerd zouden zijn, maar die bleken drie dagen eerder te zijn vertrokken; hierdoor gingen vele familiestukken en een deel van het familiearchief verloren. Na 2008 ging het chefschap over naar de tweede tak.

#### Enkele telgen
Mr. Jan Arend de Vos van Steenwijk tot Nijerwal (1776-1798), tot Oldenhof (1798-1813), Noordwelle, Zuidwelle en Serooskerke (1746-1813), thesaurier-generaal
- Jan Arend Godert baron de Vos van Steenwijk, heer van Nijerwal, Oldenhof en Paeslo (1784-1824), controleur der belastingen van Vollenhove, benoemd in de Ridderschap van Overijssel, lid van Provinciale Staten van Overijssel, lid gemeenteraad van Ambt-Vollenhove
- Mr. Hendrik Anthony Zwier baron de Vos van Steenwijk genaamd van Essen, vrijheer van Abbenbroek en sinds 1815 heer van Windesheim (1786-1834), benoemd in de Ridderschap van Overijssel, lid van Provinciale Staten van Overijssel; trouwde in 1808 met Marie Louise Florentine barones van Heeckeren (1789-1859), dochter van Evert Frederik baron van Heeckeren (1755-1831), welke ook twee buiten huwelijk geboren kinderen kreeg
  - Jan Arend baron de Vos van Steenwijk genaamd van Essen, heer van Abbenbroek (1809-1867), lid van de Ridderschap en Provinciale Staten van Gelderland
  - Mr. Evert Frederik baron de Vos van Steenwijk genaamd van Essen tot Windesheim, heer van Windesheim (1810-1879), verkreeg naamswijziging bij KB van 1868 in De Vos van Steenwijk genaamd van Essen tot Windesheim, lid van de Ridderschap en Provinciale Saten van Overijssel, heemraad, kamerheer
    - Mr. Jan Arend Frederik baron de Vos van Steenwijk genaamd van Essen tot Windesheim, heer van Windesheim en Abbenbroek (1851-1905), dijkgraaf, burgemeester
      - Mr. Frederik Henri baron de Vos van Steenwijk genaamd van Essen tot Windesheim, heer van Windesheim en Abbenbroek (1882-1973), dijkgraaf, lid gemeenteraad en wethouder van Zwolle
        - Jurjana Margriet barones de Vos van Steenwijk genaamd van Essen tot Windesheim, vrouwe van Abbenbroek (1915-1997); trouwde in 1940 met jhr. mr. Maurits Lodewijk Quarles van Ufford (1910-1944), en in 1945 met diens broer jhr. mr. Willem Frederik Quarles van Ufford (1913-2005), beiden burgemeester
          - Jhr. Alexander Willem Christiaan Quarles van Ufford, heer van Oud- en Nieuw-Vossemeer en Abbenbroek (1943-2001), diplomaat

        - Jan Arend baron de Vos van Steenwijk genaamd van Essen tot Windesheim (1922-2008), laatste telg van deze tak

    - Jurjan Nicolaas baron de Vos van Steenwijk genaamd van Essen tot Windesheim, heer van Abbenbroek (1883-1910)

  - Henri baron de Vos van Steenwijk, heer van Abbenbroek (1811-1893), ritmeester, ordannansofficier van koning Willem II, lid van Provinciale Staten van Overijssel

#### Adellijke allianties
Alle leden van deze tak die na 1814 trouwden deden dat met leden van de Nederlandse adel, zowel oude alsook nieuwe adel: Van Knobelsdorff (1837), Hoeufft (1840), De Meij van Streefkerk (1845 en 1848), Van Heerdt (1881), Schimmelpenninck (1914), Quarles (1940 en 1945) en Gevers (1943).

#### Niet-adellijke telgen
Louis André (1824-1912) was een zoon van M.L.F. baronesse de Vos van Steenwijk genaamd van Essen née baronesse van Heeckeren (1789-1859). Zijn vader was Andries Barneveld en hij had nog een buitenechtelijke zus bij dezelfde moeder, Josephine Louise Bertrand (1817-1894), die de twee dochters van haar broer in 1888 tot erfgenaam benoemde. Hij had vijf kinderen van wie enkelen de geslachtsnaam Baron[es] de Vos van Steenwijk genaamd van Essen verkregen; de laatste generatie kende in 1976 twee dochters met de naam Baron de Vos van Steenwijk genaamd van Essen, geboren in 1957 en 1960, waardoor deze tak op uitsterven staat. De toenmalige chef de famille, mr. F.H. baron de Vos van Steenwijk genaamd van Essen tot Windesheim (1882-1973), voerde processen om deze naamswijzigingen ongedaan te maken wat leidde tot negentien rechterlijke uitspraken; de laatste was niet van alle naamswijzigingen op de hoogte waardoor hij niet tegen alle wijzigingen bezwaar kon maken.

### Takken Havixhorst en Dikninge

#### Geschiedenis

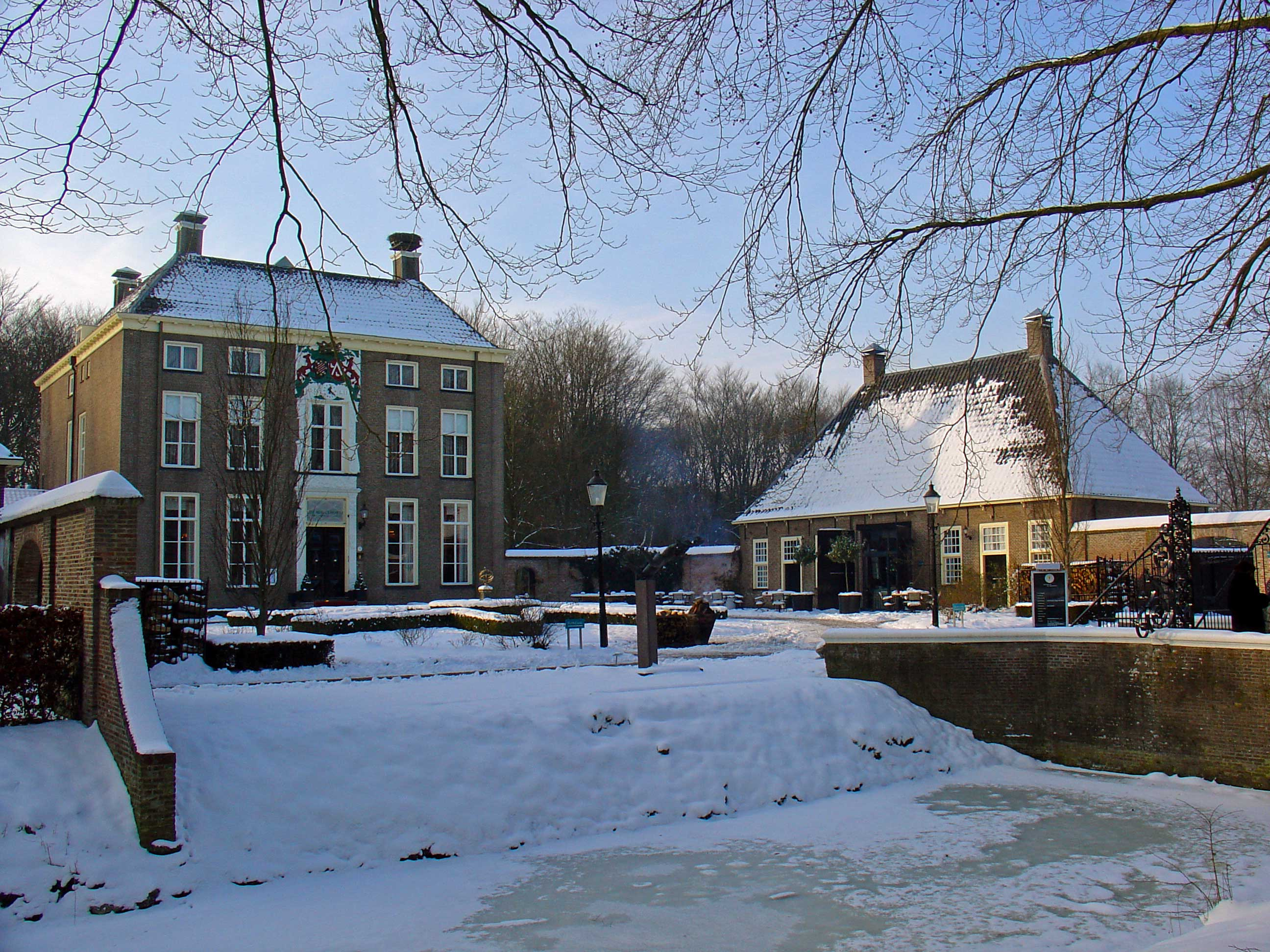
Havixhorst in de Schiphorst nabij de Wijk anno 2010

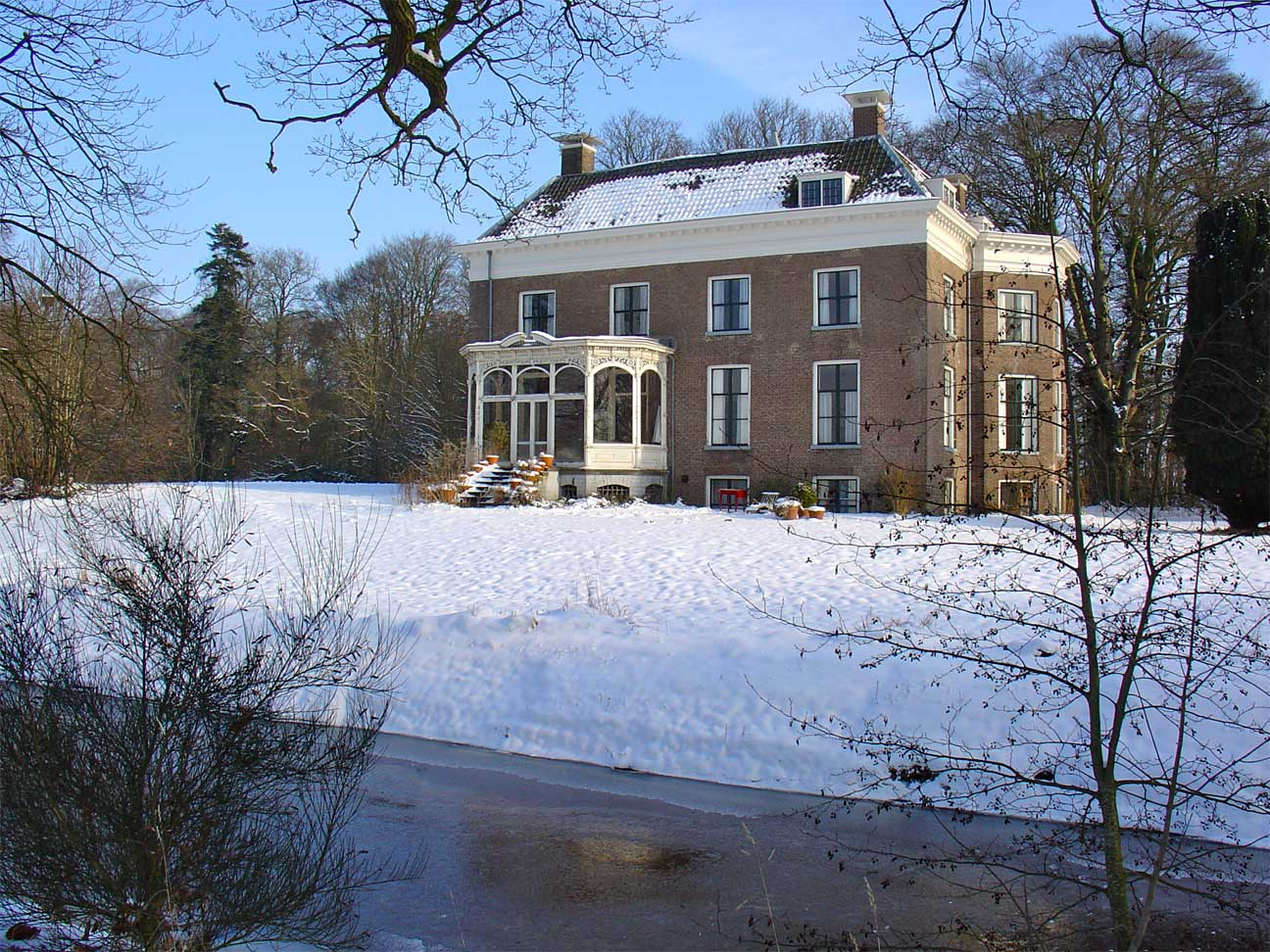
Dickninge in de Schiphorst nabij de Wijk anno 2010

Deze middelste tak telde de nakomelingen van de jongere broer van de stamvader van de oudste tak. De takken ontlenen hun namen aan twee havezaten, de in 1658 door het geslacht verworven Havixhorst en het (in 1796 door een verwant verworven) huis Dikninge. Havixhorst bleef tot 1956 in bezit van dit geslacht waarna het huis overging naar twee achternichten Van Mourik die het huis in 1962 verkochten. Dikininge kwam door erfenis in deze tak (via de tak Voorstonden) en bleef dat tot 1959 toen het door erfenis overging naar een nicht, jkvr. Anna Adriana Röell (1921-2012). In 1853 kwam door koop huis Voorwijk in deze tak, hetgeen het tot nu toe is gebleven. In 1927 werd Huis Diepenheim aangekocht, welk huis anno 2019 nog steeds in dit geslacht is maar zal overgaan naar Van der Wyck.
Deze tak leverde vele bestuurders, zowel op lokaal, provinciaal als nationaal niveau. Sinds 2008 levert deze tak de chef de famille.

#### Enkele telgen
Godert Willem baron de Vos van Steenwijk tot de Hogenhof (1779-1785), tot de Oldenhof (1785-1798), tot de Havixhorst (1798) (1747-1830), verschreven in de Ridderschap van Overijssel vanwege de Hogenhof, lid van het departementaal bestuur van Overijssel en van Provinciale Staten van Overijssel, coadjutor en landcommandeur Ridderlijke Duitsche Orde, Balije van Utrecht, benoemd in de (hernieuwde) Ridderschap van Drenthe
- Mr. Jan Arend Godert baron de Vos van Steenwijk (1799-1872), commissaris van de Koning in Drenthe
  - Mr. Jan Willem Jacobus baron de Vos van Steenwijk (1827-1897), lid Tweede Kamer, verkocht de Havixhorst aan zijn broer Mello en bouwde te Zwollerkerspel het huis Frisiastate
    - Jan Willem Jacobus baron de Vos van Steenwijk, heer van Diepenheim (1882-1970), lid Eerste Kamer, kocht in 1927 huize Diepenheim
      - Mr. Jan Arend Godert baron de Vos van Steenwijk, heer van Diepenheim (1908-1978), ambassadeur
        - Clara Hermance Duconia barones de Vos van Steenwijk (1945); trouwde in 1967 met jhr. mr. Otto Walraven van der Wyck (1940), financier
          - Jhr. dr. Frederick Duco Walraven van der Wyck MA, heer van Archem en Diepenheim (1983), financier

  - Mr. Godert Willem baron de Vos van Steenwijk (1829-1904), burgemeester van Beilen; hij had bij zijn dienstbode Johanna Eshuis (1846-1899) een erkende zoon Frans de Vos van Steenwijk (1878-1956) waaruit niet-adellijk nageslacht met de naam De Vos van Steenwijk
  - Cornelis baron de Vos van Steenwijk (1832-1872), directeur posterijen
    - Méline barones de Vos van Steenwijk (1880-1975); trouwde in 1904 met Michiel Cornelis van Mourik (1876-1931), broer van kunstschilder Jacques van Mourik (1879-1971),[4] en hun twee dochters erfden in 1956 de Havixhorst die zij in 1962 verkochten
      - Wilhelmina Bijleveld-van Mourik (1907-1979)
      - Maria Margaretha Johanna van Mourik (1920)

  - Mello baron de Vos van Steenwijk, heer van de Havixhorst (1836-1888), burgemeester, kocht de Havixhorst van zijn broer
    - Reint Hendrik baron de Vos van Steenwijk, heer van de Havixhorst (1868-1937)
    - Jan Hendrik baron de Vos van Steenwijk (1873-1946), gemeenteontvanger, erfde in 1937 samen met zijn broer de Havixhorst en bouwde met hem op dat landgoed huis Lindenhorst
    - Jan Arend Godert baron de Vos van Steenwijk, heer van de Havixhorst (1876-1956), legateerde de Havixhorst aan zijn achternichten Van Mourik
- Mr. Reint Hendrik baron de Vos van Steenwijk tot Dikninge (1803-1875), verschreven in de Ridderschap van Overijssel (1825), advocaat, lid Provinciale Staten, kocht in 1853 huis Voorwijk; trouwde in 1837 met zijn volle nicht Anna Adriana barones de Vos van Steenwijk (1815-1877), erfgename van huis Dikninge
  - Godert Willem baron de Vos van Steenwijk, heer van Dikininge (1845-1890), lid van de Eerste Kamer
    - Anna Adriana barones de Vos van Steenwijk (1875-1945); trouwde in 1895 met mr. dr. A. baron Röell (1864-1940), Commissaris van de Koningin
      - Jkvr. Anna Adriana Röell (1921-2012), erfde van haar oom Huis Dikninge waarvan zij het tolhuis bewoonde

    - Mr. Reint Hendrik baron de Vos van Steenwijk tot Dikninge (1878-1959), advocaat, erfde van zijn ouders Dikninge

  - Mr. Carel baron de Vos van Steenwijk (1852-1903), advocaat, kantonrechter, wethouder van Zwolle en lid van Gedeputeerde Staten van Overijssel, eigenaar en bewoner van huis Voorwijk
    - Mr. dr. Reint Hendrik baron de Vos van Steenwijk (1885-1964), commissaris van de Koningin in Drenthe, eigenaar en bewoner van huis Voorwijk
      - Mr. Catharina barones de Vos van Steenwijk (1913-2008); trouwde in 1937 met Jan van Epenhuysen (1906-2000), dirigent, en in 1952 met prof. dr. Gerard Kraus (1898-1956), psychiater en hoogleraar psychiatrie te Groningen

    - Dr. Jacob Evert baron de Vos van Steenwijk (1889-1978), commissaris van de Koningin in Noord-Holland
      - Mr. Carel baron de Vos van Steenwijk (1919-1999), lid Provinciale Staten van Noord-Holland, bankier, oprichter van scholen voor Tibetaanse vluchtelingenkinderen in Nepal
        - Mr. Reint Hendrik baron de Vos van Steenwijk (1945-2001), bankier
          - Drs. Coenraad Henrick baron de Vos van Steenwijk (1977), anno 2012 directeur bij BrainJuicer, sinds 2008 chef de famille

      - Johanna Aleida Engelina barones de Vos van Steenwijk (1920-2010); trouwde in 1952 met mr. Marie Frederik Frans Antoon de Nerée tot Babberich (1915-1996), griffier Tweede Kamer der Staten-Generaal, secretaris Assemblée der Kolen- en Staalgemeenschap, eerste secretaris-generaal van het Europees Parlement en telg uit het geslacht De Nerée

    - Mr. Godert Willem baron de Vos van Steenwijk (1895-1940), ambassadeur, trachtte in 1939 van zijn neven de Havixhorst te kopen
      - Godert Willem baron de Vos van Steenwijk (1934), ambassadeur, eigenaar en bewoner van huis Voorwijk dat hij in 1965 kocht van de erven van mr. dr. Reint Hendrik baron de Vos van Steenwijk (1885-1964)
        - Mr. Alexander Serge baron de Vos van Steenwijk (1962), oud-advocaat, directeur ondernemingen; trouwde in 1990 met prof. dr. Véronique [sinds 2010:] barones del Marmol (1962), hoogleraar en diensthoofd dermatologie aan de Université libre de Bruxelles
- Geertruid Agnes barones de Vos van Steenwijk (1807-1845); trouwde in 1835 met mr. Jacob Hendrik graaf van Rechteren, heer van Appeltern, Geerestein en Altforst (1787-1845), gouverneur van Overijssel en lid van de Tweede Kamer

#### Adellijke allianties
- Van der Wyck (1831 en 1967), Van Rechteren (1835), Sandberg (1849), Van Eysinga (1851 en 1865), Van Imhoff (1856), Sloet (1866), Van Haersolte (1879), Röell (1895), Rengers (1907), Von Richthofen (1933, Duitse adel), Bloys van Treslong (1942), Trip (1944), Van Weede (1944), Van Pallandt (1958), De van der Schueren (1980), Del Marmol (1990, Belgische adel), Filz von Reiterdank (1991)

#### Niet-adellijke telgen
Mr. Godert Willem baron de Vos van Steenwijk (1829-1904) had bij zijn inwonende dienstbode Johanna Eshuis (1846-1899) een erkende zoon Frans de Vos van Steenwijk (1878-1956). Hieruit stamt niet-adellijk nageslacht met de naam De Vos van Steenwijk.

### Tak Voorstonden

#### Geschiedenis

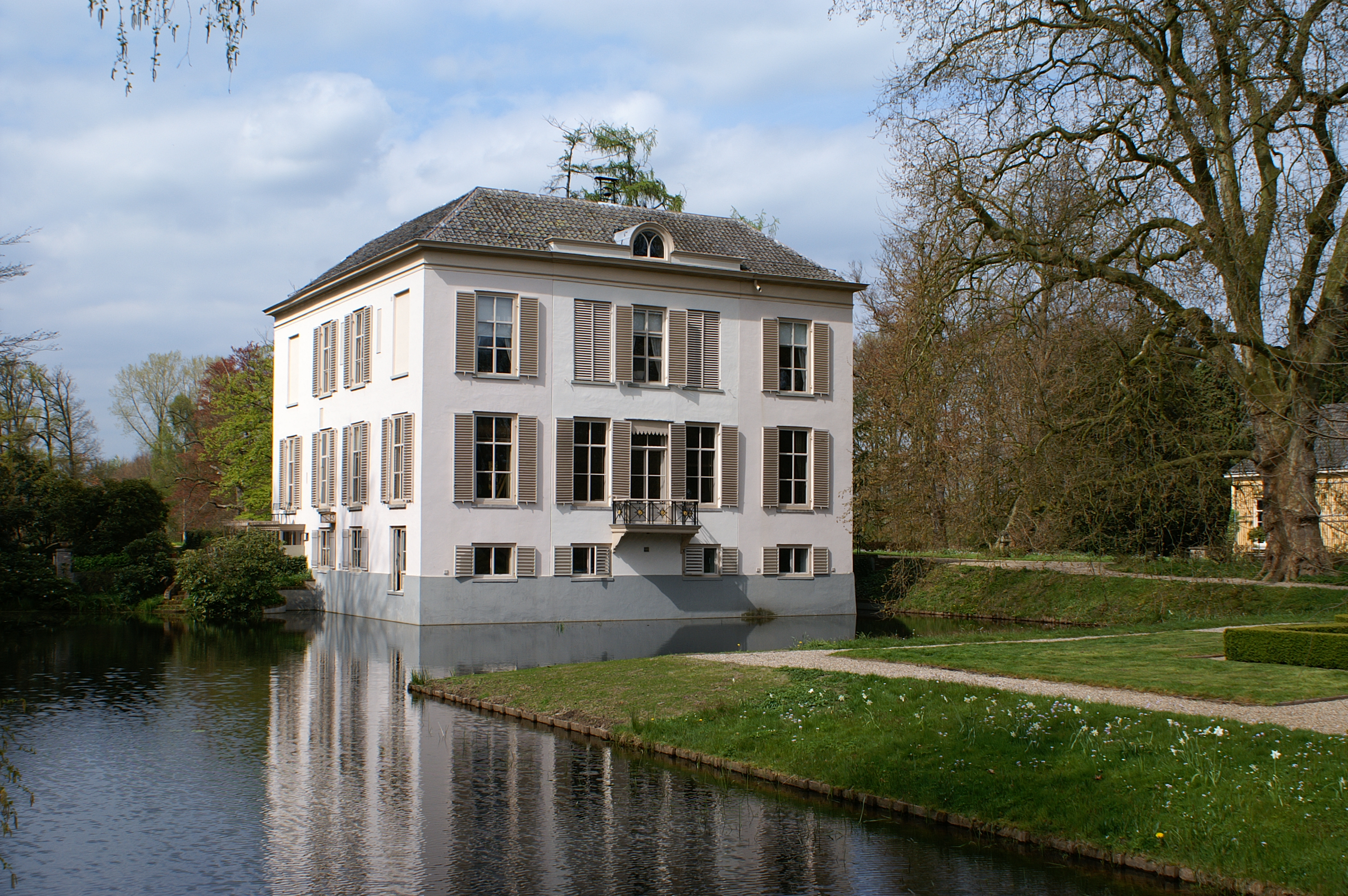
Huis Voorstonden

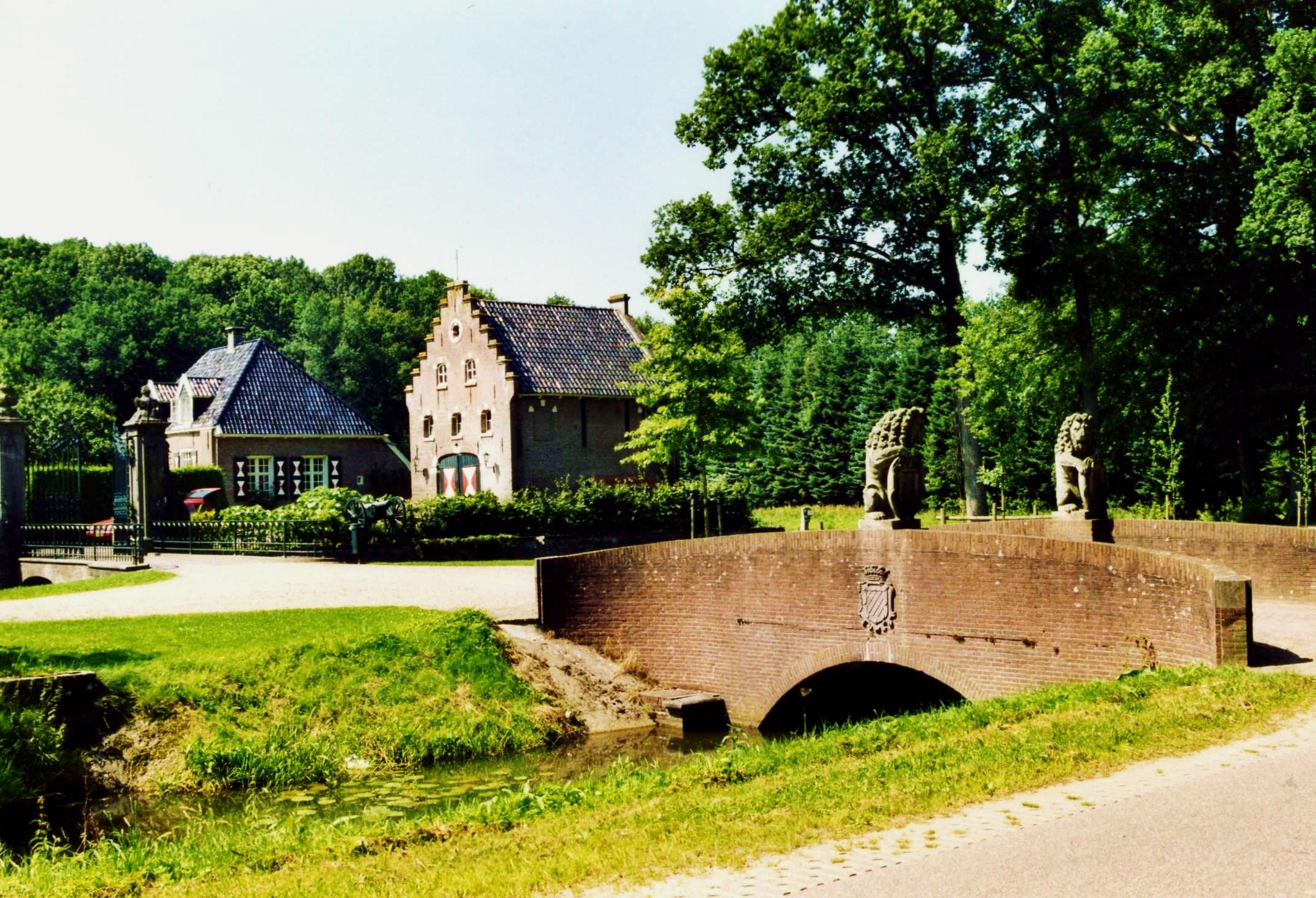
Toegangsbrug met koetshuis en bouwhuis De Gelder

Deze tak, de jongste, dankt zijn naam aan het Huis Voorstonden dat in 1857 werd aangekocht en tot ver in de 20e eeuw in het geslacht zou blijven. In 1906 werd ook huis De Gelder aangekocht dat in het geslacht is gebleven. Deze tak leverde juristen en nationale bestuurders, diplomaten alsmede hofdienaars.

#### Enkele telgen
Carel baron de Vos van Steenwijk tot de Havixhorst (1783-1798), tot de Hogenhof (1798-1814) en tot Dikninge (1811) (1759-1830), raadpensionaris, benoemd in de Ridderschap van Drenthe
- Geertruid Agnes barones de Vos van Steenwijk (1813-1874); trouwde in 1837 met Johan Christiaan baron van Haersolte van Haerst (1809-1881), burgemeester, dijkgraaf en lid van de Tweede Kamer
- Anna Adriana barones de Vos van Steenwijk (1815-1877), erfgename van huis Dikninge; trouwde in 1837 met haar volle neef mr. Reint Hendrik baron de Vos van Steenwijk, heer van Dikninge (1803-1875)
- Mr. Jan Arend Godert baron de Vos van Steenwijk, heer van Voorstonden (1818-1905), voorzitter Eerste Kamer, kocht Voorstonden in 1857
  - Mr. Albrecht Nicolaas baron de Vos van Steenwijk (1847-1903), rechtbankpresident, glasverzamelaar
    - Mr. dr. Jan Arent Godert baron de Vos van Steenwijk (1882-1961), president van het gerechtshof te Arnhem en van het Bijzonder Gerechtshof
      - Mr. Albrecht Nicolaas baron de Vos van Steenwijk (1912-1996), commandant der Nederlandse Zeemacht en familiehistoricus

    - Carel baron de Vos van Steenwijk (1885-1959), viceadmiraal

  - Mr. dr. Jan Arend baron de Vos van Steenwijk (1855-1941), directeur van het Kabinet van de Koningin, eigenaar en bewoner van Mataram
  - Antoinette barones de Vos van Steenwijk, vrouwe van Voorstonden (1858-1952); trouwde in 1907 met Alexander baron van Dedem (1838-1931), lid van de Tweede Kamer
  - Mr. Willem Lodewijk de Vos van Steenwijk, heer van De Gelder en Hagevoerde (1859-1947), voorzitter Eerste Kamer en minister van Staat, kocht in 1906 De Gelder met de Krijtenberg
    - Mr. Jan Arend Godert baron de Vos van Steenwijk, heer van De Gelder, Hagevoerde, Krijtenberg en Voorstonden (1889-1972), voorzitter van de Hoge Raad van Adel, erfde van zijn oom Jan Arend huis Mataram en van zijn tante Antoinette Voorstonden
      - Ferdinanda Maia barones de Vos van Steenwijk (1918-2008), erfde met haar zus Voorstonden
      - Caroline Irmgard barones de Vos van Steenwijk (1920-2013), dame du palais van koningin Juliana, erfde met haar zus Voorstonden; trouwde in 1945 met mr. Robbert van Zinnicq Bergmann (1917-2004), hofmaarschalk
      - Alwine Antoinette barones de Vos van Steenwijk (1921-2012), diplomate en presidente van ATD Vierde Wereld
      - Mr. Willem Jan baron de Vos van Steenwijk (1923-2010), ambassadeur, erfde met zijn broer Roelof De Gelder c.a.
        - Jan Reint baron de Vos van Steenwijk, heer van De Gelder, Hagevoerde en Krijtenberg BA (1954), bestuurder en landcommandeur van de Ridderlijke Duitsche Orde, Balije van Utrecht

      - Mr. Roelof Willem baron de Vos van Steenwijk (1924-2023), advocaat en procureur, erfde met zijn broer Willem Jan De Gelder c.a.
      - Mr. Marie Edelgard barones de Vos van Steenwijk (1928-2004), erfde huis Mataram; trouwde in 1953 met jhr. mr. Willem Hendrik de Beaufort (1925-2011), rentmeester-generaal en secretaris van de Ridderlijke Duitsche Orde, dijkgraaf, zoon van jhr. mr. Hector de Beaufort (1880-1953), burgemeester; hun zoon bewoonde anno 2023 huis Mataram

#### Adellijke allianties
- Huyghens (1811), Van Haersolte (1837), Van Aerssen (1843 en 1853), Von Adelson (1873, Russische/Duitse adel), Von Borck (1873, Duitse adel), Van Dedem (1907), Von der Goltz (1917, Duitse adel), Van Rechteren (1927), Snouck Hurgronje (1938), Zichy (1939, Hongaarse adel), Van Tets (1942), De Beaufort (1953), Van Pallandt (1953), Elias (1954), Van Hoorn (1958), Mollerus (1961), Van Heeckeren (1973)